# Force It
Force It — четвёртый студийный альбом британской рок-группы UFO, выпущенный в июле 1975 года на лейбле Chrysalis Records. Force It содержал музыку с более жёстким, чётким звучанием и большей сосредоточенностью, чем на первых двух релизах. Благодаря таким песням, как «Let It Roll» и «Shoot Shoot», подчёркивающим как игру Шенкера, так и вокальный стиль Фила Могга, альбом продемонстрировал группу, сочетающую мощь и мелодичность.

## Об альбоме
Продюсером альбома выступил Лео Лайонс, басист группы Ten Years After. Другой участник Ten Years After, Чик Черчилль, сыграл на клавишных.
Открывающий альбом классический трек «Let It Roll» начинается с фидбека гитары Михаэля Шенкера Flying V, а затем переходит в мощную драйвовую рок-композицию. Затем ещё один изобретательный рифф отмечает начало инструментальной секции, она превращается в совершенно другой трек с мелодичным проигрышем и наслоенными гитарными партиями.
Электронный журнал PopMatters отмечает работу ритм-секции — басиста Пита Уэя и барабанщика Энди Паркера — в стиле Uriah Heep в рок-н-ролльной композиции «Let It Roll» и харизматичную подачу вокалиста Фила Могга в стиле Rolling Stones в следующем номере альбома «Shoot Shoot».
Вторая сторона альбома открывается треком «Mother Mary». Он начинается с очень тяжёлого гитарного риффа в среднем темпе. Песня полна агрессии, но при этом очень мелодична. Кирк Хэмметт из группы Metallica в интервью журналу Rolling Stone рассказал о своих впечатлениях от этой песни: «Как только я услышал „Mother Mary“ группы UFO [с альбома Force It 1975 года], моё отношение к гитаре полностью изменилось. Их гитарист, Михаэль Шенкер, не играл блюзовых соло. Он играл лады — гаммы, звучавшие почти как классика, — и ритмически он был просто великолепен».
Завершает альбом двухчастная эпическая композиция «This Kid’s (inc. Between The Walls)». По мнению музыкального обозревателя Фила Эстона, этот трек – настоящая тренировка в стиле хэви-метал, в нём есть всё — даже замедленная блюзовая секция в стиле Status Quo великолепна с несколькими отличными блюзовыми риффами Шенкера. Затем следует переход к «Between The Walls» с завораживающей последовательностью аккордов и потрясающим гитарным соло.
Обозреватель издания Ultimate Classic Rock в своей рецензии написал: «Не то чтобы певец Фил Могг, басист Пит Уэй и барабанщик Энди Паркер были неуклюжими музыкантами, но когда Шенкер добавил последнюю часть коллективной головоломки, квартет, наконец, смог проявить свои таланты на более амбициозных и выразительных номерах. К ним относятся „High Flyer“ (стратегический намёк на их мудро заброшенное космическое рок-прошлое), гимн „Out in the Street“ (усиленный фортепианной работой Чика Черчилля) и „This Kid’s“ — прогрессивная ассамбляция двух частей песен (подзаголовок „Between the Walls“)». Это позволило Force It впервые попасть в чарты США и получить некоторые из первых по-настоящему восторженных отзывов за пять долгих лет упорной работы.

## Релиз и критика
Force It был выпущен летом 1975 года и показал более чем достойный результат на основном рынке в США. Альбом достиг 71-го места в чартах Billboard, что в то время означало значительные продажи пластинок. Журнал Classic Rock включил Force It в свой список «100 лучших альбомов 1970-х».
Музыкальный критик Джефф Бартон в своей рецензии в журнале Sounds от 9 августа 1975 года, написал: «Force It, уже покоривший американские чарты и упакованный в искусную двусмысленную обложку Hipgnosis, — это хриплый, мощный альбом, из тех, что разнесут вдребезги изящные фарфоровые безделушки на каминной полке, а затем превратят их в мелкую пыль».
Мартин Попофф в своей рецензии для Goldmine Magazine отозвался об альбоме более сдержанно: «Force It — это пещерный хард-рок в духе „Oh My“, и всё это даже лучше, чем „Oh My“, включая два трека уровня „Doctor Doctor“ и „Rock Bottom“, а именно „Let It Roll“ и „Mother Mary“. Но самая известная песня — „Shoot Shoot“, авторство которой приписывают всей группе, и звучит она так, словно ребятам это нравится, и они явно получают удовольствие. К сожалению, продюсирование Лео Лайонса получилось несколько суховатым и аскетичным, но в целом для 1975 года это довольно интересный материал».
Гитарист группы Metallica Кирк Хэмметт высоко оценил влияние альбома Force It на своё творчество:
Эта запись научила меня многому о структуре соло, фазе и мелодии, а также создании композиции. Я был поражен тем, как UFO могут быть такими «тяжёлыми» и такими мелодичными в ходе одной песни.
— интервью, Guitar World

## Обложка
Дизайн обложки, выполненный, как и почти для всех обложек альбомов UFO 1970-х годов, студией Hipgnosis, вызвал определённые споры. Нагота на обложке граничила с нарушением норм приличия, а пол моделей в ванне оставался неизвестным несколько лет, поэтому для первоначального американского релиза обложку смягчили, сделав фигуры в ванной полупрозрачными. Позже выяснилось, что на фото запечатлены Дженезис Пи-Орридж и Кози Фанни Тутти, которые впоследствии стали участниками влиятельной индастриал-группы Throbbing Gristle.
Само изображение представляет собой игру слов: на картинке изображено несколько кранов (faucets на американском английском), что является каламбуром, связанным с названием альбома, отсылающим к названию Force It (МФА: [ˈfɔrs ɪt]) через слово faucet (МФА: [ˈfɔːsɪt]). «Force It» можно интерпретировать как «Заставь», «Протолкни это», «Принуди» — выражение, намекающее на напористость, давление или даже агрессию.

## Список композиций
| №                   | Название                         | Автор(ы)                                       | Длительность |
| ------------------- | -------------------------------- | ---------------------------------------------- | ------------ |
| 1.                  | «Let It Roll»                    | Михаэль Шенкер, Фил Могг                       | 3:57         |
| 2.                  | «Shoot Shoot»                    | Михаэль Шенкер, Фил Могг, Пит Уэй, Энди Паркер | 3:40         |
| 3.                  | «High Flyer»                     | Михаэль Шенкер, Фил Могг                       | 4:08         |
| 4.                  | «Love Lost Love»                 | Михаэль Шенкер, Фил Могг                       | 3:21         |
| 5.                  | «Out in the Street»              | Пит Уэй, Фил Могг                              | 5:18         |
| 6.                  | «Mother Mary»                    | Михаэль Шенкер, Фил Могг, Пит Уэй, Энди Паркер | 3:49         |
| 7.                  | «Too Much of Nothing»            | Пит Уэй                                        | 4:02         |
| 8.                  | «Dance Your Life Away»           | Михаэль Шенкер, Фил Могг                       | 3:35         |
| 9.                  | «This Kid’s / Between the Walls» | Михаэль Шенкер, Фил Могг                       | 6:13         |
| Общая длительность: | Общая длительность:              | Общая длительность:                            | 38:11        |

| №                   | Название                                | Автор(ы)                                       | Длительность |
| ------------------- | --------------------------------------- | ---------------------------------------------- | ------------ |
| 10.                 | «Million Miles» (ранее не издавалась)   | Михаэль Шенкер, Фил Могг, Пит Уэй, Энди Паркер | 4:49         |
| 11.                 | «Mother Mary» (концертная версия)       |                                                | 4:04         |
| 12.                 | «Out in the Street» (концертная версия) |                                                | 5:12         |
| 13.                 | «Shoot Shoot» (концертная версия)       |                                                | 3:48         |
| 14.                 | «Let It Roll» (концертная версия)       |                                                | 4:59         |
| 15.                 | «This Kid’s» (концертная версия)        |                                                | 4:19         |
| Общая длительность: | Общая длительность:                     | Общая длительность:                            | 65:26        |

## Участники записи
UFO:
- Фил Могг — вокал
- Михаэль Шенкер — гитара
- Пит Уэй — бас-гитара
- Энди Паркер — ударные

Приглашённые музыканты:
- Чик Черчилль[англ.] — клавишные

## Позиция в чартах
Альбом
| Год  | Страна | Хит-парад                | Позиция |
| ---- | ------ | ------------------------ | ------- |
| 1975 | США    | Billboard Top LPs & Tape | 71      |